# Михайлюк Олександр
Олекса́ндр Михайлю́к — кобзар із села Олександрівка Лубенського повіту, Полтавщина. Від нього записував думи Пантелеймон Куліш у 1850-их роках.